# Order „Lampart”
Order „Lampart” (kaz. «Барыс» ордені) – wysokie odznaczenie państwowe Republiki Kazachstanu. Order został ustanowiony Ustawą Republiki Kazachstanu z dnia 26 lipca 1999 nr 462-1 „O wniesieniu zmian i uzupełnień do Dekretu Prezydenta Republiki Kazachstanu z mocą ustawy »O odznaczeniach państwowych Republiki Kazachstanu«”.

## Statut
Order „Lampart” nadawany jest na wybitne osiągnięcia:
- w umacnianiu państwowości i suwerenności Republiki Kazachstanu,
- w zapewnieniu pokoju, konsolidacji społeczeństwa i jedności narodu Kazachstanu,
- w działalności państwowej, przemysłowej, naukowej, społeczno-kulturalnej i publicznej,
- we wzmacnianiu współpracy między narodami, zbliżeniu i wzajemnym wzbogacaniu kultur narodowych, przyjaznych stosunków między państwami.

Order jest trzystopniowy. Najwyższym stopniem orderu jest I stopień. Według statutu tej samej osobie kolejne stopnie orderu przyznawane są po kolei, od III stopnia do I stopnia. Jednak w wyjątkowych przypadkach, za szczególne osiągnięcia, decyzją głowy państwa order może zostać przyznany bez zachowania tej kolejności.

## Opis
Order „Lampart” ma trzy stopnie:
- Order „Lampart” I stopnia składa się z gwiazdy i odznaki na wstędze naramiennej o szerokości 100 mm,
- Order „Lampart” II stopnia składa się z odznaki na zawieszce obciągniętej wstążką o szerokości 32 mm do noszenia na piersi,
- Order „Lampart” III stopnia składa się z odznaki zawieszonej na szyi na wstążce o szerokości 20 mm.

Odznaka orderu we wszystkich stopniach jest taka sama. Ma kształt gwiazdy z ośmioma, oddzielonymi od siebie ramionami. Ramiona mają kształt grotów skierowanych ostrzem w stronę środka. Na awersie są pokryte niebieską emalią i złocone przy brzegach, na ich zakończeniach znajdują się złote kule. Pomiędzy ramionami umieszczono osiem złotych figur przedstawiających wyobrażenie lamparta. W środku znajduje się medalion pokryty niebieską emalią ze złotym wizerunkiem głowy lamparta patrzącego na wprost, otoczony złotym wieńcem laurowym. Pod brodą zwierzęcia umieszczono pojedynczy szafir.
Gwiazda orderu składa się z dwunastu połączonych ze sobą złotych ramion, pomiędzy którymi znajdują się elementy kazachskiego ornamentu ludowego. Na każdym ramieniu umieszczono trzy diamenty różnej wielkości, zwiększające się w stronę środka gwiazdy. Pośrodku znajduje się medalion ze złotym wizerunkiem lamparta, takim samym jak na odznace orderu, w polu pokrytym białą emalią. Pole otoczone jest złotą obwódką, za którą znajduje się bordowy okrąg ze złotym napisem ОТАНҒА ҚЫЗМЕТІ ҮШІН („W służbie Ojczyźnie”), a pod brodą zwierzęcia złota gałązka laurowa. Medalion otoczony jest złotą, zdobioną obwódką.
Wstęga orderu jest utrzymana w kolorach flagi Kazachstanu: głównie niebieska, z trzema złotymi paskami pośrodku, przy czym środkowy pasek jest nieco węższy od pozostałych.